# Полевское (озеро)
Полевское — пресное проточное озеро на территории Великогубского сельского поселения в Медвежьегорском районе Республики Карелия. На юго-восточном берегу озера расположена деревня Поля.
По сведениям М. И. Мильчика озеро дало название деревне Поля, которая в 1720 году называлось «на Верхнем озере Полевская», а в 1867 — Полевское (Полевская).

## Географические характеристики
Ранее являлось частью Онежского приледникового озера, существовавшего на разных этапах отступления ледника. Согласно предварительным данным, отделение Полевского озера произошло в бореале.
В озеро впадают река Ближняя из болота и река Лимозерка из озера Лимозеро, вытекает одна река, которая, в свою очередь, течёт в соседнее Керацкое озеро, расположенное в 500 метрах севернее.
Дно илистое, много подводной растительности.

## Фауна
В озере обитают: щука, окунь, плотва. Щука вырастает до трех килограммов, окунь попадает 300—400 граммов. Озеро со «своим характером»: можно наловить, а можно и не поймать ничего, зимой практически не клюет, отмечаются редкие выходы окуня по последнему льду, предпочитает балансир, клюет также на мормышку.
На машине можно добраться практически до самого озера.
Вода в озере тёмная, окрас рыбы тоже темнее привычного, вкус рыбы из-за такой воды отличается от привычной онежской рыбы.